# 江西等处承宣布政使司
江西等处承宣布政使司，简称江西布政司，是明、清兩朝在江西的省级行政機關「承宣布政使司」，布政使司衙门驻南昌府。

## 官制沿革

### 明朝官制
江西等处承宣布政使司所轄地域在元朝時為江西行中书省，一部分屬江浙行中书省。元末韓宋軍起事後漸次攻佔江西各屬，龍鳳六年（1360年）起，將江西各路改置為府。明洪武初年完成各路改府，並小部更動府、縣行政區劃；九年（1376年）正式將江西行省設置为江西承宣布政使司，並將原本行省職權分割為三，布政使司專責治理民政事務。
明朝江西布政使司的主官為左右布政使，從二品。其下設有：
- 布政使司左右參政，從三品。
- 布政使司左右參議，從四品。
- 經歷司
  - 經歷一人，從六品。
  - 都事一人，從七品。
- 照磨所
  - 照磨一人，從八品。
  - 檢校一人，正九品。
- 理問所
  - 理問一人，從六品。
  - 副理問一人，從七品。
  - 提控案牘一人。
- 司獄司司獄一人，從九品。
- 庫大使一人，從九品、副使一人。
- 倉大使一人，從九品、副使一人。
- 雜造局、軍器局、寶泉局、織染局大使各一人，從九品、副使各一人。

### 清朝
清朝沿襲明制，設江西等处承宣布政使司，通稱為江西省，並在江西布政使之上設置固定任制的「江西巡撫」以掌管全省軍民事務、縱制文武官員。江西布政使司成為巡撫下屬官衙，專管江西省的民政、財政、田土、戶籍、錢糧、官員考核、溝通督撫與府縣。
康熙六年（1667年）定制將每省整合設置一布政使。三十八年（1699年）裁撤副理問、寶源局大使，雍正二年（1724年）裁撤檢校。乾隆十八年（1753年）停止守道兼布政使、參政、參議銜。宣統二年（1910年）布政使司改設為財政公所，主官仍稱布政使，裁經歷以下各官職。
明朝江西布政使司的主官為左右布政使，從二品。其下設有：
- 布政使司左右參政，從三品（非常置）。
- 布政使司左右參議，從四品（非常置）。
  - 各守道兼參政、參議銜。
- 經歷司經歷一人，正六品。
- 照磨所檢校一人，正九品（雍正二年裁）。
- 理問所理問一人，從六品。副理問一人，從七品（康熙三十八年裁）。
- 庫大使一人，正八品。
- 倉大使一人，從九品。
- 寶源局大使一人，正九品（康熙三十八年裁）。

## 明朝辖区
明朝江西布政使司參政、參議分司諸道：督糧道、督冊道、南瑞道、湖東道、湖西道、饒南九江道、贛南道。下辖十三府、一州，共計七十七縣。

### 南瑞道
- 南昌府
  - 元朝南昌府为龙兴路。龙凤八年（1362年）龙兴路被改置为洪都府，同年属行省，九年（1363年）被更名为南昌府。府署驻南昌县、新建县。府轄七縣一州：南昌县、新建县、丰城县、进贤县、奉新县、靖安县、武宁县、宁州[註 1]。

- 瑞州府
  - 元朝瑞州府为瑞州路。龙凤八年（1362年）瑞州路属行省，洪武二年（1369年）被改置为瑞州府。府署驻高安县。府轄三县：高安县、上高县、新昌县。

### 饒南九江道
- 九江府
  - 元朝九江府为江州路。龙凤六年（1361年）江州路被改置为九江府，七年（1362年）属行省。府署驻德化县。府轄五县：德化县、德安县、瑞昌县、湖口县、彭泽县。

- 南康府
  - 元朝南康府为南康路。龙凤七年（1361年）南康路被改置为西宁府，八年（1362年）属行省，同年被更名为南康府。府署驻星子县。府轄四县：星子县、都昌县、建昌县、安义县。

- 饒州府
  - 元朝饶州府为饶州路。洪武七年（1361年）饶州路被改置为鄱阳府，属江南行省；八年（1362年）被更名为饶州府，改属江西行省。府署驻鄱阳县。府轄七县：鄱阳县、馀干县、乐平县、浮梁县、德兴县、安仁县、万年县。

### 湖東道
- 廣信府
  - 元朝广信府为信州路。龙凤六年（1360年）信州路被改置为广信府，属江南行省；八年（1362年）改属江西行省。府署驻上饶县。府轄七县：上饶县、玉山县、弋阳县、贵溪县、铅山县、永丰县、興安縣（1560年置）。

- 建昌府
  - 元朝建昌府为建昌路。龙凤八年（1362年）建昌路被改置为肇庆府，同年被更名为建昌府，属行省。府署驻南城县。府轄五县：南城县、南丰县、新城县、广昌县、盧溪县。

- 撫州府
  - 元朝抚州府为抚州路。龙凤八年（1362年）抚州路被改置为临川府，同年被更名为抚州府，属行省。府署驻临川县。府轄六县：临川县、崇仁县、金谿县、宜黄县、乐安县、东乡县。

### 湖西道
- 臨江府
  - 元朝临江府为临江路。龙凤八年（1362年）临江路属行省，九年（1363年）被改置为临江府。府署驻清江县。府轄四县：清江县、新淦县、新喻县、峡江县。

- 吉安府
  - 元朝吉安府为吉安路。龙凤八年（1362年）吉安路被改置为吉安府，属行省。府署驻庐陵县。府轄九县：庐陵县、泰和县、吉水县、永丰县、安福县、龙泉县、万安县、永新县、永宁县。

- 袁州府
  - 元朝袁州府为袁州路。龙凤六年（1360年）袁州路被改置为袁州府，八年（1362年）属行省。府署驻宜春县。府轄四县：宜春县、分宜县、萍乡县、万载县。

### 贛南道
- 贛州府
  - 元朝赣州府为赣州路。龙凤十一年（1365年）赣州路被改置为赣州府，属行省。府署驻赣县。府轄十二县：赣县、雩都县、信丰县、兴国县、会昌县、安远县、宁都县、瑞金县、龙南县、石城县、定南县、长宁县。

- 南安府
  - 元朝南安府为南安路。龙凤十一年（1365年）南安路被改置为南安府，属行省。府署驻大庾县。府轄四县：大庾县、南康县、上犹县、崇义县。

## 清朝轄區
清朝下轄十三府、一直隸州，共計一州、四廳、七十四縣：

### 糧儲兼南撫建道
- 南昌府
- 建昌府
- 撫州府

### 饒廣九南道
- 饒州府
- 九江府
- 廣信府
- 南康府

### 袁瑞南臨鹽法道
- 袁州府
- 臨江府
- 瑞州府

### 吉贛南寧道
- 吉安府
- 贛州府
- 南安府
- 寧都直隸州